# Phạm Thái (phường)
Phạm Thái là một phường thuộc thị xã Kinh Môn, tỉnh Hải Dương, Việt Nam.
Tên phường được ghép từ tên của hai xã sáp nhập nên là xã Phạm Mệnh và xã Thái Sơn.

## Địa lý
Phường Phạm Thái có vị trí địa lý:
- Phía đông giáp xã Hoành Sơn và phường Duy Tân
- Phía tây giáp xã Bạch Đằng
- Phía nam giáp xã Hiệp Hòa và các phường An Sinh, Hiệp Sơn
- Phía bắc giáp phường Thất Hùng.

Phường có diện tích 9,76 km², dân số năm 2018 là 10.322 người, mật độ dân số đạt 1.058 người/km².
Phường có 5 thôn: Dương Nham, Lĩnh Đông; Quảng Trí, Trí Giả, Vũ An.

## Lịch sử
Địa bàn phường Phạm Thái trước đây là hai xã Phạm Mệnh và Thái Sơn thuộc huyện Kinh Môn.
Trước khi sáp nhập, xã Phạm Mệnh có diện tích 4,36 km², dân số là 5.193 người; xã Thái Sơn có diện tích 5,40 km², dân số là 5.129 người.
Ngày 11 tháng 9 năm 2019, Ủy ban Thường vụ Quốc hội ban hành Nghị quyết số 768/NQ-UBTVQH14 (nghị quyết có hiệu lực từ ngày 1 tháng 11 năm 2019). Theo đó, chuyển huyện Kinh Môn thành thị xã Kinh Môn và thành lập phường Phạm Thái trên cơ sở sáp nhập toàn bộ diện tích và dân số của hai xã Phạm Mệnh và Thái Sơn.
Sau khi thành lập, phường Phạm Thái có diện tích 9,76 km², dân số là 10.322 người.